# Jean-François Cail
Jean-François Cail ( Chef-Boutonne, 8. veljače 1804. — Ruffec, 22. svibnja 1871.), bio je francuski poduzetnik i ključna osoba francuske industrijalizacije. Započinje svoju karijeru 1824. kao strojevni tvornički radnik u industriji šećera. Tvrtka se kasnije širilia i promijenila je naziv u Derosne-Cail 1832. Proizvodila je veliki broj različitih industrijskih strojeva. 
Cail je 1848. licencirao patent Thomasa Russella Cramptona i počeo s proizvodnjom Crampton lokomotiva. Kada se obogatio, Cail je izgradio luksuznu vijećnicu
u Parizu koju i danas koriste gradske vlasti. Ulica u Parizu Rue Cail nazvana je po njenmu. Njegovo ime nalazi se na popisu 72 znanstvenika ugraviranih na Eifellovom tornju.